# Zschorlau
Zschorlau è un comune di 5.671 abitanti della Sassonia, in Germania.
Appartiene al circondario dei Monti Metalliferi (targa ERZ) ed è parte della comunità amministrativa (Verwaltungsgemeinschaft) di Zschorlau.

## Storia
Nel 1933 fu aperto per quasi tre mesi uno dei primi campi di concentramento in Germania, il campo di concentramento di Zschorlau